# ABO Wind
 (décembre 2019).
ABO Energy anciennement ABO Wind, est une entreprise allemande du secteur des énergies renouvelables (énergie éolienne, solaire, stockage en batterie et hydrogène). ABO Energy possède des bureaux internationaux dans de nombreux pays. En 2024, l'entreprise compte plus de 1 200 employés et travaille sur des projets représentant plus de 23 gigawatts dans le monde entier[1]. En France, ABO Energy SARL a son siège social à Toulouse (Occitanie), ainsi que des bureaux régionaux à Lyon, Orléans, Nantes. 

## Histoire

### 1996-2000
Les débuts de l'entreprise remontent à 1996, lorsque Jochen Ahn et Matthias Bockholt fondent la « société de planification pour l'utilisation de l'énergie éolienne et d'autres énergies renouvelables ». Le premier parc éolien a été construit cette année-là à Niederlistingen, près de Kassel[2]. En 1998, le premier parc éolien citoyen projeté par la société a été raccordé au réseau à Framersheim, en Rhénanie-Palatinat. Jusqu'en 2000, l'entreprise a planifié et construit cinq parcs éoliens en Hesse et en Rhénanie-Palatinat[2].

### 2000-2020
En 2000, les fondateurs transforment la GmbH en société anonyme et la rebaptisent ABO Wind. La première partie du nom de l'entreprise est un acronyme des noms de famille des fondateurs Ahn et Bockholt.
La plus ancienne filiale à l'étranger est ABO Wind España S.A.U. à Valence, fondée en 2001[4].
C'est en 2002 que la filiale France est fondée[4].
La société a commencé à travailler sur des projets solaires en 2017[2].
Début 2019, la société a annoncé qu'elle cessait ses travaux en Iran.

### 2020-2024
Les projets de stockage par batterie ont été intégrés aux activités d'ABO Wind en 2020. Deux ans plus tard, le premier projet combiné de solaire et de stockage sur batterie est connecté au réseau[9].
En janvier 2023, il a été annoncé qu'ABO Wind allait combiner l'énergie éolienne avec de l'hydrogène vert pour une station de ravitaillement pour les bus et les camions, dans le parc d'activités Hessisches Kegelspiel à Hünfeld, résultat de plus de dix ans de développement dans le domaine de l'énergie hydrogène. L'hydrogène sera produit à l'aide d'un électrolyseur, dans lequel l'électrolyse de l'eau est alimentée par une turbine éolienne, et devrait pouvoir alimenter 50 camions par jour[11].

### 2024
Le premier juillet 2024, ABO Wind change de nom pour devenir ABO Energy et change de structure juridique.
En 2023, les actionnaires avaient voté en faveur du changement du nom et de la transformation de la forme juridique de Aktiengesellschaft (AG) en  Société en commandite par actions (Kommanditgesellschaft auf Aktien, KGaA) .
En 2024, ABO Energy est présent en en France, en Finlande, en Pologne, en Tanzanie, au Royaume-Uni, en Irlande, en Espagne, en Grèce, en Hongrie, en Argentine, au Canada, en Colombie, en Afrique du Sud, en Tunisie et aux Pays-Bas.

## Services
Le groupe ABO Energy, est présent dans 16 pays et a développé au total 5,5 gigawatts de projets d'énergies renouvelables. Le portefeuille de projets en développement représente une puissance de 23 gigawatts, principalement en Europe. 

ABO Energy France a mis en service au total 38 parcs éoliens pour une puissance installée de 440 mégawatts. Cela représente 206 éoliennes, pour alimenter jusqu'à 250 000 personnes avec de l’électricité propre. 
1. ↑  Communiqué de presse du 01/07/2024